# Conferência de Criação de Língua
A Conferência de Criação de Língua (LCC) é uma conferência anual sobre línguas artificiais, organizada pela Sociedade de Criação de Língua (LCS). Ela foca primariamente no processo de criação de novas línguas, mas também destaca conversas que focam em destaques de várias línguas específicas.  As atividades incluem discussões línguísticas técnicas em geral, sociológicas, ou debates filosóficos e discussões.
A primeira conferência ocorreu em UC Berkeley, em abril de 2006, a segunda em UCB, em julho de 2007, e a terceira em março de 2009, em Brown University. A quarta LCC ocorreu entre 14 e 15 de maio de 2011 em Groningen, os Países Baixos.

## Ligação externa
- LCC website